# Giancarlo Esposito

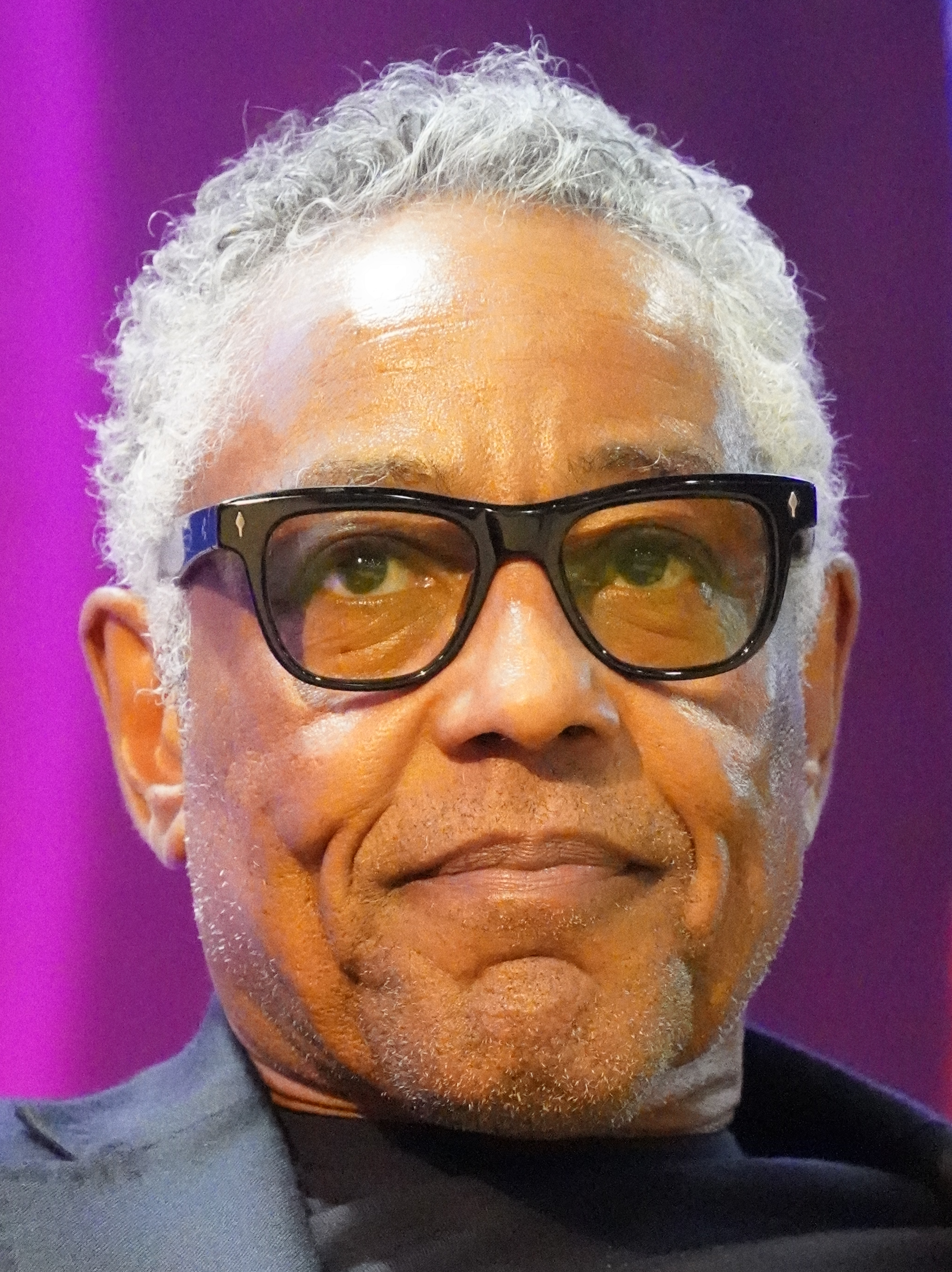
Giancarlo Esposito (2025)

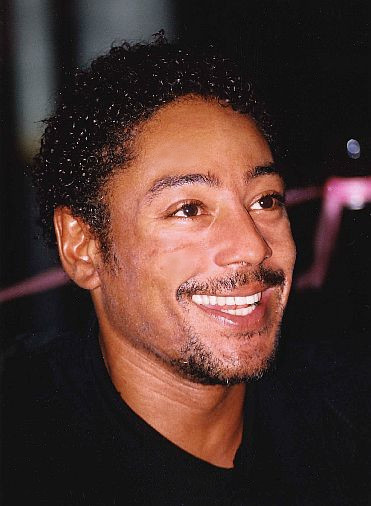
Giancarlo Esposito (1998)

Giancarlo Giuseppe Alessandro Esposito (* 26. April 1958 in Kopenhagen, Dänemark) ist ein US-amerikanischer Schauspieler. Einer breiteren Öffentlichkeit wurde er in der Rolle des Gustavo Fring in den Fernsehserien Breaking Bad (2008–2013) und Better Call Saul (2015–2022), sowie als Star-Wars-Schurke Moff Gideon in The Mandalorian (seit 2019) bekannt.

## Leben und Werk
Esposito wurde in Dänemark als Sohn eines italienischen Vaters (aus Neapel stammend) und einer afroamerikanischen Mutter (aus Alabama stammend) geboren. Sein Vater war als Tischler und Bühnenbildner tätig, während seine Mutter als Sängerin aktiv war. Zuerst lebte er mit seinen Eltern in Europa, bis die Familie nach New York zog.  Esposito spielte ab Ende der 1970er Jahre kleinere Rollen in Filmen und Fernsehserien, seine erste größere Rolle hatte er neben Laurence Fishburne in dem Film School Daze aus dem Jahr 1988.
Im Film Die üblichen Verdächtigen (1995) spielte er neben Kevin Spacey, Gabriel Byrne, Benicio del Toro und Stephen Baldwin den FBI-Agenten Jack Baer. In den Jahren 1998 bis 1999 war er in der Fernsehserie Homicide zu sehen, für die er 1999 für einen Image Award nominiert war. In dem Film Big City Blues (1999) hatte er eine größere Rolle neben Burt Reynolds, in dem Fantasy-Film Monkeybone (2001) spielte er neben Brendan Fraser und Bridget Fonda, in dem Thriller Blind Horizon – Der Feind in mir (2003) neben Val Kilmer, in dem Drama SherryBaby (2006) neben Maggie Gyllenhaal.
Von 2009 bis 2011 spielte Esposito den kriminellen Geschäftsmann und Drogenboss Gustavo „Gus“ Fring in der AMC-Fernsehserie Breaking Bad. Für die Rolle war er 2012 für den Emmy als bester Nebendarsteller nominiert. Diese Rolle verkörpert er auch seit der dritten Staffel des Spin-offs Better Call Saul. Für seine darstellerische Leistung wurde er 2019 für einen weiteren Emmy in der Kategorie Bester Nebendarsteller – Dramaserie nominiert.
Von Herbst 2012 bis Mai 2014 war Esposito als Captain Neville in der Mysteryserie Revolution zu sehen. In dem 2013 veröffentlichten Videospiel Payday 2 tritt Esposito mehrmals als „Der Zahnarzt“ in Erscheinung und vergibt mehrere Aufträge an den Spieler.
2008 gab Esposito mit Gospel Hill sein Regiedebüt. 2017 folgte mit The Show sein zweiter Film, 2022 führte er für die Folge Axt im Walde der Serie Better Call Saul Regie. Er spielt im Videospiel Far Cry 6 den Haupt-Antagonisten Anton Castillo. Seit 2019 ist er in der Star-Wars-Serie The Mandalorian als Moff Gideon zu sehen.
Insgesamt umfasst sein Schaffen mehr als 190 Film- und Fernsehproduktionen.
Esposito ist Mitglied des Atlantic Theater Ensemble. Er wurde zweimal mit dem Obie Award ausgezeichnet – für die Rollen in den Theaterstücken Distant Fires und Zooman and the Sign.
Von 1995 bis 2015 war er mit Joy McManigal verheiratet, mit der er vier Töchter hat.

## Filmografie (Auswahl)
- 1970: Et Salammbo? (Kurzfilm, Stimme)
- 1981: Die Kadetten von Bunker Hill (Taps)
- 1983: Die Glücksritter (Trading Places)
- 1984: Cotton Club (The Cotton Club)
- 1984–1985: Miami Vice (Fernsehserie, 3 Folgen)
- 1985: Susan … verzweifelt gesucht (Desperately Seeking Susan)
- 1987: Sommer unserer Träume (Sweet Lorraine)
- 1988: School Daze
- 1989: Do the Right Thing
- 1990: King of New York – König zwischen Tag und Nacht (King of New York)
- 1990: Mo’ Better Blues
- 1991: Harley Davidson & The Marlboro Man
- 1991: Night on Earth
- 1992: Bob Roberts
- 1992: Malcolm X
- 1994: Fresh
- 1995: Smoke
- 1995: Die üblichen Verdächtigen (The Usual Suspects)
- 1995: Blue in the Face – Alles blauer Dunst (Blue in the Face)
- 1995: Wer hat Angst vorm Weihnachtsmann? (Reckless)
- 1996: Chicago Hope – Endstation Hoffnung (Chicago Hope, Fernsehserie, Folge 2x14)
- 1996: Tomorrow Man – Retter aus der Zukunft (The Tomorrow Man, Fernsehfilm)
- 1996: New York Cops – NYPD Blue (Fernsehserie, Folge 3x17 und 5x17)
- 1997: Nix zu verlieren (Nothing to Lose)
- 1997: Big City Blues
- 1998: Im Zwielicht (Twilight)
- 1998: Phoenix – Blutige Stadt (Phoenix)
- 1998: Naked City – Justice with a Bullet (Naked City: Justice with a Bullet)
- 1998: Durst – Die Epidemie (Thirst)
- 2000: Homicide: The Movie
- 2001: Ali
- 2001: Monkeybone
- 2003: Blind Horizon – Der Feind in mir (Blind Horizon)
- 2004: Back in the Day
- 2004: Der Mörder in dir (A Killer Within)
- 2004–2005: Law & Order (Fernsehserie, 3 Folgen)
- 2005: Entgleist (Derailed)
- 2005: Carlito’s Way – Weg zur Macht (Carlito’s Way – Rise To Power)
- 2006: Bones – Die Knochenjägerin (Folge 1x19: Kein Mann in der Leichenhalle)
- 2006: SherryBaby
- 2006: Ghost Whisperer – Stimmen aus dem Jenseits (Fernsehserie, Folge 1x19)
- 2006: Rain
- 2006: Noch einmal Ferien (Last Holiday)
- 2008: Gospel Hill
- 2009–2011: Breaking Bad (Fernsehserie, 26 Folgen)
- 2010: Lie to Me (Fernsehserie, Folge 2x22)
- 2010: Leverage (Folge 3x04)
- 2010: Rabbit Hole
- 2011: S.W.A.T.: Firefight
- 2011–2017: Once Upon a Time – Es war einmal … (Once Upon a Time, Fernsehserie, 14 Folgen)
- 2012: Alex Cross
- 2012–2013: Community (Fernsehserie, 2 Folgen)
- 2012–2014: Revolution (Fernsehserie, 42 Folgen)
- 2015: Maze Runner – Die Auserwählten in der Brandwüste (Maze Runner: The Scorch Trials)
- 2016: The Jungle Book (Stimme)
- 2016: Money Monster
- 2016–2017: The Get Down (Fernsehserie, 10 Folgen)
- 2017: Okja
- 2017–2019: Dear White People (Fernsehserie, 23 Folgen, Stimme)
- 2017–2022: Better Call Saul (Fernsehserie, 38 Folgen)
- 2018: Maze Runner – Die Auserwählten in der Todeszone (Maze Runner: The Death Cure)
- 2018: Westworld (Fernsehserie, Folge 2x02)
- 2019: 64 Minutes – Wettlauf gegen die Zeit (Line of Duty)
- 2019: The Last Note – Sinfonie des Lebens (Coda)
- 2019: Jett (Fernsehserie, 9 Folgen)
- seit 2019: Godfather of Harlem (Fernsehserie)
- seit 2019: The Boys (Fernsehserie)
- seit 2019: The Mandalorian (Fernsehserie)
- seit 2019: Harley Quinn (Fernsehserie, Stimme)
- 2020: Unpregnant
- 2020: Stargirl: Anders ist völlig normal (Stargirl)
- 2022: Beauty
- 2022: Cyberpunk: Edgerunners (Fernsehserie, 6 Folgen, Stimme)
- 2023: Kaleidoskop (Kaleidoscope, Fernsehserie, 9 Folgen)
- 2023: Teenage Mutant Ninja Turtles: Mutant Mayhem
- 2024: The Gentlemen (Fernsehserie)
- 2024: Abigail
- 2024: Parish (Fernsehserie, 6 Folgen)
- 2024: Megalopolis
- 2024: MaXXXine
- 2025: Captain America: Brave New World
- 2025: The Electric State
- 2025: The Residence (Fernsehserie, 8 Folgen)
- 2025: Poker Face (Fernsehserie, 1 Folge)

## Videospiele
- 2013: Payday 2
- 2021: Far Cry 6

## Auszeichnungen und Nominierungen
Independent Spirit Awards
- 1995: Nominierung als bester Nebendarsteller für Fresh

National Board of Review
- 1995: Bestes Schauspielensemble für Die üblichen Verdächtigen

NAACP Image Awards
- 1999: Nominierung als bester Serien-Nebendarsteller – Drama für Homicide
- 2011: Nominierung als bester Serien-Nebendarsteller – Drama für Breaking Bad

Saturn Awards
- 2011: Nominierung als bester TV-Gastdarsteller für Breaking Bad
- 2012: Nominierung als bester TV-Nebendarsteller für Breaking Bad
- 2013: Nominierung als bester TV-Nebendarsteller für Revolution

Critics’ Choice Television Awards
- 2012: Bester Nebendarsteller in einer Dramaserie für Breaking Bad

Emmys
- 2012: Nominierung als bester Nebendarsteller in einer Dramaserie für Breaking Bad
- 2019: Nominierung als bester Nebendarsteller in einer Dramaserie für Better Call Saul

Satellite Awards
- 2012: Nominierung als bester Nebendarsteller für Breaking Bad

Screen Actors Guild Awards
- 2012: Nominierung als bestes Schauspielensemble in einer Dramaserie für Breaking Bad

Walk of Fame
- 2013: Stern auf dem Hollywood Walk of Fame